# Zodi
Zodi je jedinica zodijačke svjetlosti. Jedan zodi je količina međuplanetarne tvari u unutrašnjem Sunčevom sustavu. Ova prašina upija svjetlost sa Sunca i ponovno je zrači kao toplinsko zračenje. Svjetlost zodijačke svjetlosti u Sunčevom sustavu je približno {\displaystyle 10^{-7}} u odnosu na sjaj Sunca a u praksi je ovo uočljiva karakteristika koja definira jedan zodi.